# 20120 Рюґатаке
20120 Рюґатаке (20120 Ryugatake) — астероїд головного поясу, відкритий 24 листопада 1995 року.
Тіссеранів параметр щодо Юпітера — 3,348.
Названо на честь Рюґатаке (яп. りゅうがたけ(龍ヶ岳) рю:ґатаке).